# Chaudèl

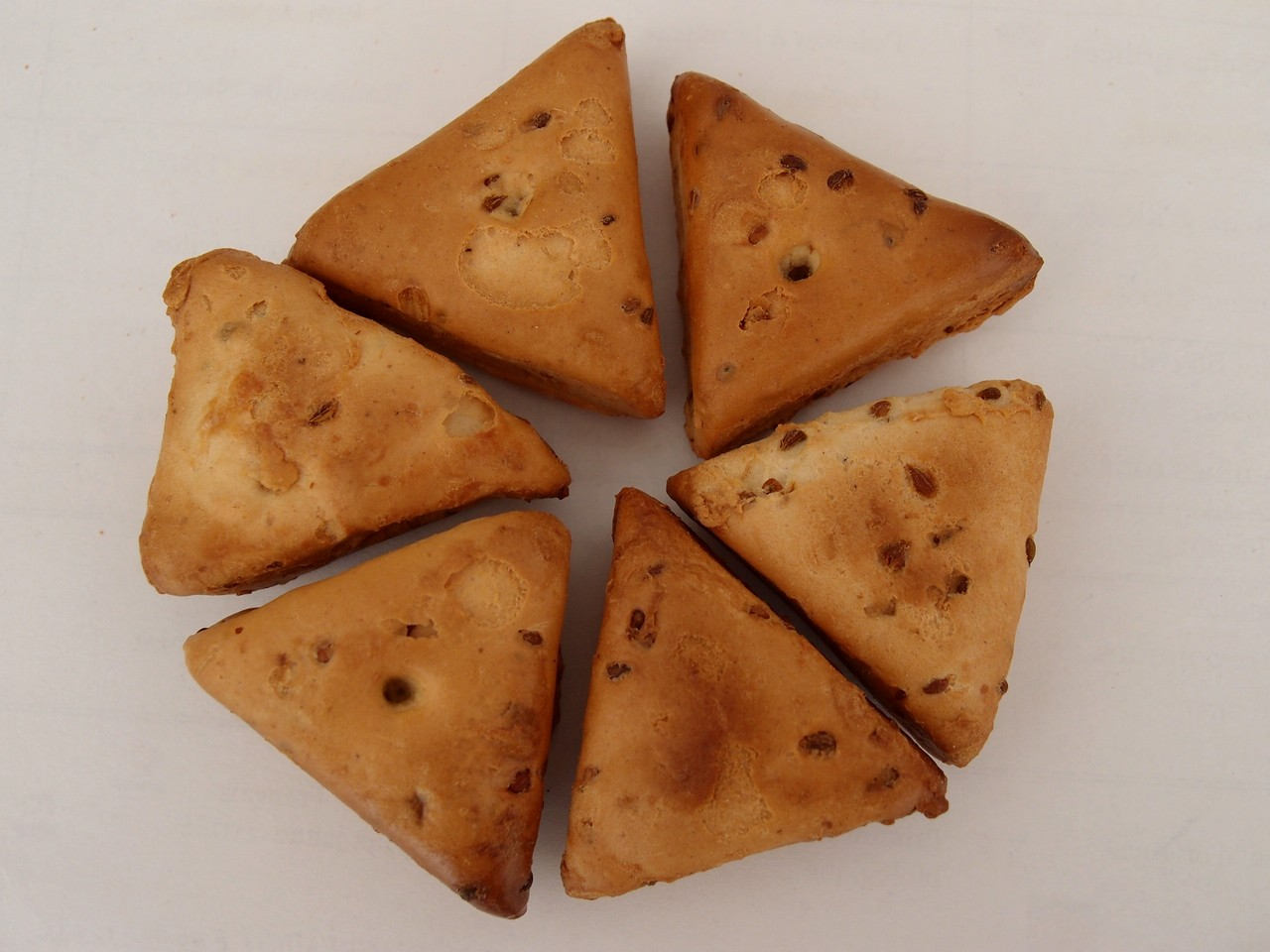
Chaudèls de Carmauç

El chaudèl és un pastisset triangular d'anís originari d'Avairon. El nom ve d'escaldar, en occità, i fa referència a la seva tècnica de cocció. Es tracta d'una recepta antiga, ja citada en un escrit de l'edat mitjana. Estan fets amb farina, fonoll, anis, aigua i sal, tot i que existeixen variants amb mel, amb sucre o amb ous. La massa es fa coure dos cops -com en origen els bi-zcochos- la primera d'elles escaldada en aigua.
Actualment es poden trobar en alguns mercats d'Occitània, on sovint es pot escollir entre les variants dur, molt dur o extremadament dur.

## Origen
Sembla que hi ha escrits que mencionan l'antiguitat d'aquests pastissos i d'altres que, més tard, els relacionen amb els cavallers de les croades. Un document juríric oficial de l'any 1202 parla específicament d'uns panis qui discuntiur eschaudats.
Una tradició oral diu que un flequer d'Albi anomenat Jeannot (Joanot) va ser qui va tenir la idea d'afegir anis als pastissets que oferia al rei.

## Una recepta
Aquesta és una recepta de chaudèl proposada per Didier Guillion

### Ingredients
500g de farina de força, 75g de sucre, 2 ous, 1/2 got de llet, 1/4 de sobre de llevat de flequer, 2 cullerades de grans d'anis vert, 1 cullerada d'oli de cacauet

### Elaboració
Remulleu uns minuts l'anis en aigua tèbia i escorreu-lo. Mescleu-lo amb la resta d'ingredients, afegint la llet a poc a poc, i pasteu durant uns vint minuts, fins a formar una massa ferma. Quan enfonsem el dit a la massa, l'empremta ha de desaparèixer a poc a poc. Feu una bola, tapeu-la amb un drap i deixeu-la reposar durant una hora. Aplaneu la massa fins aque tingui un centímetre de gruix i talleu-la en triangles equilàters (segons els cofrares de Carmaux, tradicionalment la forma s'obté individualment per mitjà d'una sèrie de plecs fets a mà). Feu bullir una cassola d'aigua i coeu-hi els triangles durant un parell de minuts, fins que pugin a la superfície. Veureu que han duplicat el seu volum. Poseu-los sobre un drap per assecar-los. Coueu-los al forn pre-escalfat a uns 190 °C durant mitja hora.

## Com menjar-los
Segons els cofrares de Carmaux, els chaudèls es poden menjar amb dolç, amb gelat o melmelada, o salat, untats amb formatge rocafort o de cabra, amb tapenada, etc. i és típic mullar-los en vi dolç i menjar-los ben freds.